# Abraham J. Sachs
Abraham Joseph Sachs (* 11. Dezember 1914 in Baltimore; † 22. April 1983 in Providence, Rhode Island) war ein US-amerikanischer Mathematikhistoriker und Assyriologe.

## Leben und Wirken
Abraham Sachs wurde 1939 an der Johns Hopkins University promoviert und arbeitete dann mehrere Jahre als Wissenschaftler am Oriental Institute der Universität Chicago, wo er an einem Assyriologischen Wörterbuch (Chicago Assyrian Dictionary) mitarbeitete. 1941 wurde er als Rockefeller Foundation Fellow Assistant Professor an der Brown University, wo er enger Mitarbeiter von Otto Neugebauer wurde und sich mit babylonischen astronomischen und mathematischen Keilschrifttexten beschäftigte (er gab u. a. teilweise von ihm im Britischen Museum entdeckte astronomische Beobachtungstexte und GADEx-Texte heraus). 1945/46 war er am Institute for Advanced Study in Princeton. 1946 war er einer der Gründungsmitglieder des Department for History of Mathematics an der Brown University, wo er 1954 Professor für Mathematikgeschichte wurde.

## Schriften
- als Herausgeber mit Otto Neugebauer: Mathematical Cuneiform Texts (= American Oriental Series. 29, ZDB-ID 417829-4). American Oriental Society u. a., New Haven CT 1945.
- Astronomical Diaries and Related Texts from Babylonia. Completed and edited by Hermann Hunger. 7 Bände. Verlag der Österreichischen Akademie der Wissenschaften, Wien 1988–2014.